# 基辅大学
50°26′30.85″N 30°30′40.73″E / 50.4419028°N 30.5113139°E
基辅大学（烏克蘭語：Київський національний університет імені Тараса Шевченка，羅馬化：Kyivskyi universytet），全称塔拉斯·舍夫琴科国立基辅大学（羅馬化：Kyivskyi natsionalnyi universytet imeni Tarasa Shevchenka），是乌克兰基辅市的一所国立大学。基辅大学成立于1834年，为乌克兰第一所国立大学。它是烏克蘭第三古老的大學，僅次於利沃夫大學和哈爾科夫大學。 其結構由15個學院和5個研究所組成。 該大學被公認為烏克蘭最負盛名的大學，也是該國最大的國立高等教育機構。
該大學於1834年由俄羅斯帝國尼古拉斯一世建立，當時名為"基輔聖弗拉基米爾帝國大學"； 此後它已多次更名。蘇聯時期，基輔國立大學是與莫斯科國立大學、列寧格勒國立大學並列的蘇聯三所頂尖大學之一。 它在許多排名中被評為烏克蘭最好的大學。校名全称是为纪念乌克兰诗人塔拉斯·舍夫琴科。塔拉斯·舍夫琴科因政治原因被禁止參加教育活動，但在該大學擔任實地研究員。

## 院系设置

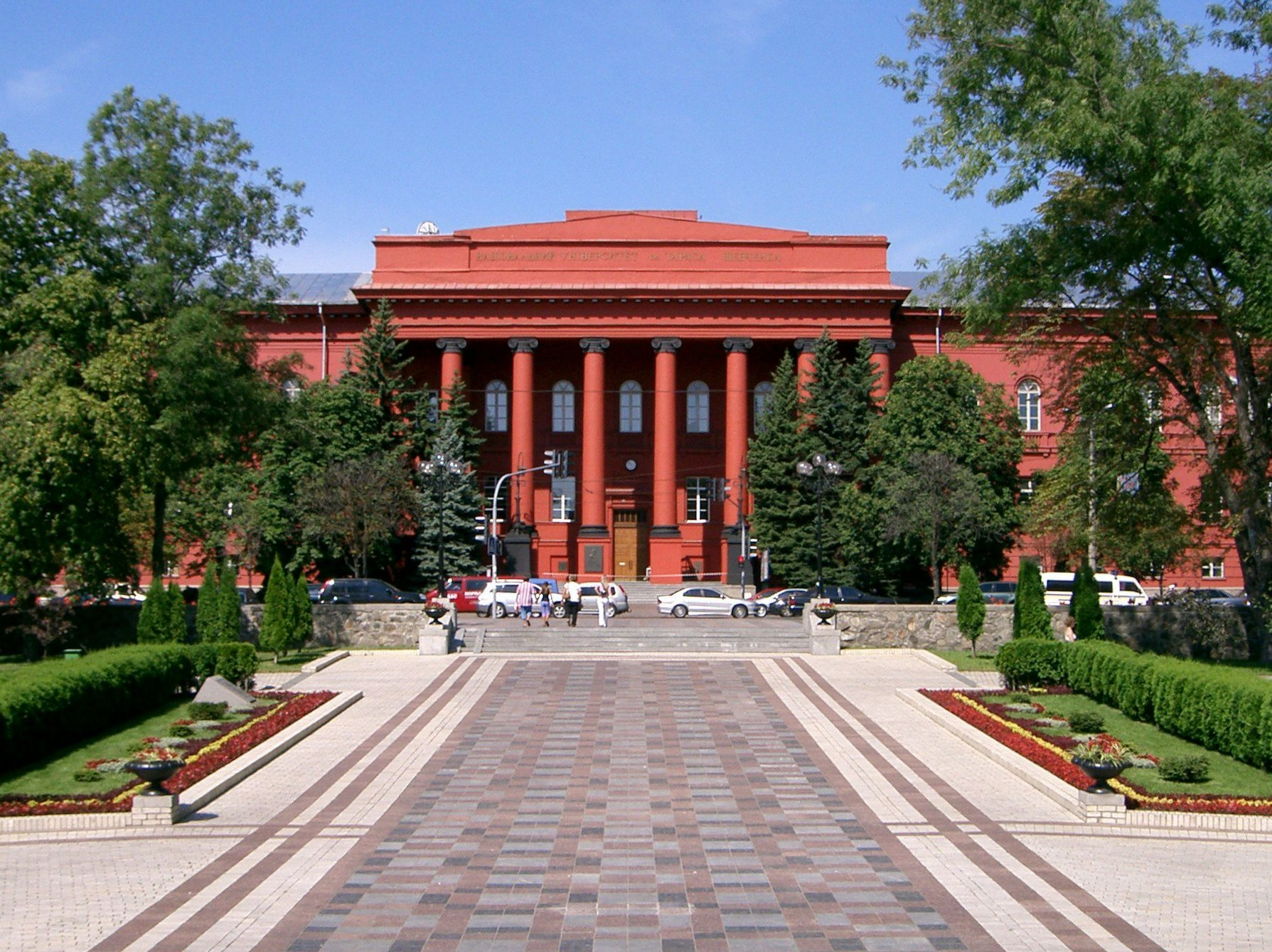
基辅大学主楼

基辅大学设有15个系，5个研究所。
- 生物系
- 化学系
- 控制学系
- 地理系
- 地质系
- 经济系
- 历史系
- 法学院
- 力学与数学系
- 哲学系
- 物理学系
- 无线电系
- 心理学系
- 社会学系
- 预科系
- 语言文学研究所
- 新闻研究所
- 国际关系研究所
- 军事研究所
- 高级技术研究所